# Stocco di Mammola

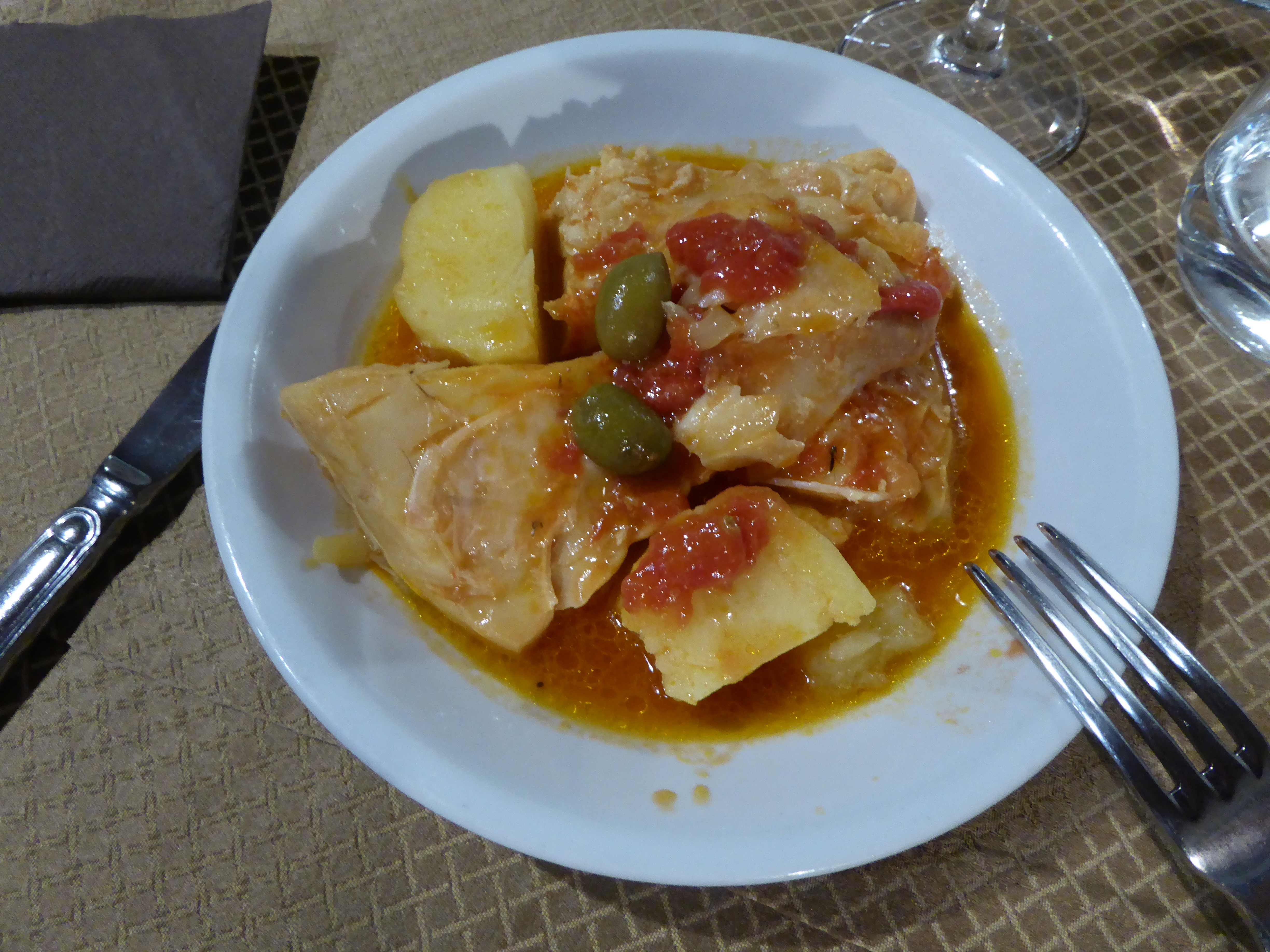
Stocco di Mammola tradizionale

Lo stocco di Mammola è uno dei prodotti agroalimentari tradizionali italiani della provincia di Reggio Calabria a base di pesce, che si ottiene da stoccafisso (merluzzo essiccato).

## Storia e tradizione
Lo stocco di Mammola è un piatto tradizionale calabrese risalente a molti secoli fa. Anticamente era considerato il mangiare dei poveri, infatti i contadini lo consumavano e lo offrivano ai braccianti in occasione dei lavori duri nella campagna poiché lo stoccafisso era ed è considerato un alimento ad alto valore energetico; ancora oggi viene conservata questa tradizione. Pare, inoltre, che il consumo dello stocco venisse consigliato in quanto determinante un consistente aumento di produzione di latte materno.
La tradizione diffusa nella Locride vuole che le famiglie consumino lo stocco durante il Venerdì santo e la vigilia di Natale. Altra tradizione locale è quella di usare lo stocco come regalo, derivante dall'usanza di molti emigrati che, al rientro delle ferie, portavano lo stocco sia per regalo che per consumo personale. Degna di nota è la sagra tradizionale dello stocco che si svolge, dal 1978, il 9 agosto nel borgo antico di Mammola.

## Il piatto
Lo stocco di Mammola fa parte della cucina tipica della dieta mediterranea. Può essere preparato come antipasto o secondo piatto, talvolta servito con le patate.
Per prepararlo "alla mammolese" bisogna:
- prima di tutto, preparare un soffritto in un tegame di terracotta;
- aggiungere i pelati e far cuocere a fuoco lento per qualche minuto, per poi aggiustare di sale e aggiungere le patate a spicchi, lo stocco, olive e peperoni;
- far cuocere per 20 minuti, dopodiché spegnere il fuoco e lasciar riposare per qualche minuto.

Lo stoccafisso deve essere stato precedentemente lasciato in ammollo per due giorni, cambiando l'acqua in cui è immerso circa ogni dodici ore.
Nonostante sia un piatto a base di pesce, viene generalmente accompagnato da vino rosso, solitamente locale o di Cirò.

## Lo stoccafisso
Lo stoccafisso viene importato in Italia (Genova, Venezia e Napoli) dai Paesi nordici dall'anno 1561 e usato come merce di scambio. La Calabria per l'importazione del merluzzo secco faceva riferimento al porto di Napoli (allora capitale del Regno delle due Sicilie), dal quale con piccole imbarcazioni, i battelli, raggiungevano il porticciolo di Pizzo. A dorso di mulo, poi, attraverso le strade mulattiere del tempo, le balle di stocco arrivavano a Mammola. Notizie certe sulle prime importazioni e lavorazioni dello stocco a Mammola, si hanno intorno al primo decennio dell'anno 1800. Altri storici affermano pure che il prodotto era noto già agli inizi del 1700. Successivamente si constatò che il trattamento con l'acqua di Mammola e la tipica lavorazione, dava degli ottimi risultati in termini di qualità del prodotto commerciale, che diveniva sempre più richiesto. Si presume che proprio per questo, si coniò lo slogan, “Mammola: paese dello stocco” valido ancora oggi.

### Descrizione sintetica del prodotto
Lo stocco di Mammola è di colore bianco, ha sapore corposo ed ha la forma caratteristica del merluzzo spugnato e aperto. Un chilogrammo di stocco ha un contenuto energetico equivalente a cinque chilogrammi di merluzzo fresco. È altamente digeribile e adatto a qualunque dieta. Povero di grassi, è ricco di proteine, vitamine e sali minerali. Le dimensioni variano in base lunghezza del merluzzo, da 60 cm fino a un metro. Il peso varia da 2 a 6 kg.

### Tecniche di lavorazione

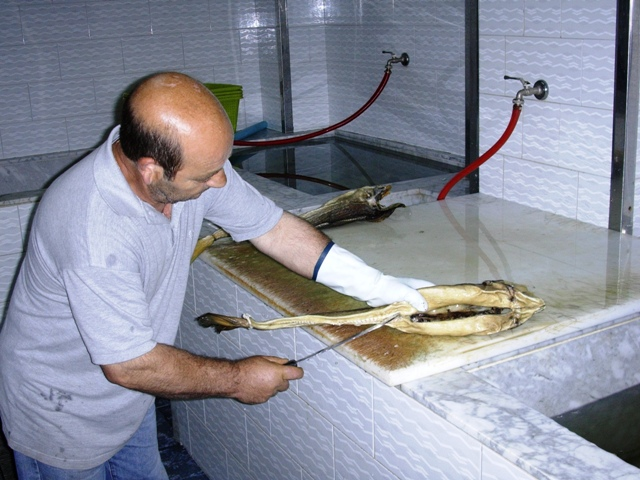
Lavorazione artigianale dello stocco di Mammola

Il merluzzo viene importato dai Paesi nordici in Italia per essere trasformato, da prodotto duro e secco in alimento commestibile. Per la produzione dello stocco non è previsto un periodo dell'anno in particolare.
La lavorazione è esclusivamente artigianale e suddivisa in varie fasi. Inizialmente si tranciano le pinne esterne e quindi il merluzzo essiccato viene immerso in acqua corrente nella prima di vasche comunicanti successive. Il giorno successivo viene aperto con la roncola dalla parte inferiore e superiore. Il terzo giorno viene aperto completamente, il quarto giorno sono estratte la lisca e le ventresche. Il quinto giorno si rimuove il velo, ed il giorno successivo, completamente spugnato, è pronto per essere venduto.
È evidente che l'acqua assume particolare rilevanza per la buona riuscita del prodotto finale. Le acque che scorgano dalle numerose sorgenti montane della catena Aspromonte-Serre di Mammola hanno infatti una particolare composizione chimico-fisica. Sono ricche di sostanze oligominerali, che, combinandosi tra loro, determinano una perfetta maturazione dello stocco in ammollo che ne esaltano il gusto.